# The Saboteur
The Saboteur är ett action-äventyrsspel som utspelar sig under andra världskriget i det tyskockuperade Frankrike. Spelet publicerades under 2009 av Electronic Arts och utvecklades av Pandemic Studios.

## Handling
Spelets huvudperson, Sean Devlin (baserad på William Grover-Williams), är en irländsk racerbilmekaniker, en vanlig syn bland racinggrupper i Paris. Efter att ha blivit lurad på en seger i Saarbrückens Grand Prix 1940 av Kurt Dierker, en naziöverste, hämnas Sean och hans bästa vän Jules Rousseau på Dierker genom att sabotera hans racerbil. Efter att ha blivit tillfångatagna avrättar Dierker Jules under ett förhör i tron att de är brittiska agenter skickade för att spionera på honom, Sean lyckas dock fly.
Resten av handlingen utgörs av Seans kamp att döda Dierker. Han rekryteras av den franska motståndsrörelsen och dess ledare Luc, och brittiska SOE, som hjälper honom genom hela berättelsen. Berättelsen utspelar sig under andra världskriget och den tyska ockupationen av Frankrike, men kriget i sig används som bakgrund till den huvudsakliga berättelsen som handlar om Seans kamp för att hämnas på mordet på Jules, skydda Jules syster Veronique, och att döda Dierker.

## Gameplay
Spelaren kan utforska naziockuperade Paris, en del av den franska landsbygden och delar av Tyskland. Färg är en viktig del i spelet. Områden som är hårt kontrollerade av nazisterna är representerade i svart och vitt, med undantag av iris tecken ögon, gatljus, blod, blå symboler för den franska motståndsrörelsen och olika röda tyska symboler, bland annat svastikan. För att förse ett område med färg måste spelaren försvaga de tyska styrkorna som ockuperar området. På så sätt att distriktets medborgare återfår sitt hopp, visuellt representerad genom att göra området levande och full av färg. Detta påverkar även spelet, i svartvita områden finns tyska soldater i stort antal, vilket gör det mycket mer troligt att Sean kommer att upptäckas i hans upproriska aktiviteter.
I färgade områden kommer tyskarna inte bli helt frånvarande, men de kommer inte längre att vara så allmänt förekommande, och kommer främst att centreras runt militärbaser, baracker, polisstationer, högkvarter och andra strategiskt viktiga platser. Dessutom kommer det franska folket spela en aktiv roll i kampen för färgade zoner. Till exempel, om Sean kommer i en strid med tyska soldater i ett färgat område kommer allierade, som den franska motståndsrörelsen, Maquis, och även franska förbipasserande och ingriper mot ockupanterna.
Genom hela spelet kommer spelarna att kunna uppgradera sin karaktär genom olika "Perks". Dessa kommer att förbättra träffsäkerhet, ammunitionskapacitet, förmågor och mer. Perks erhålls genom åtgärder såsom kringgå högnivå-larm, prickskjuta olika mål eller genom att demolera ett visst antal tyska anläggningar eller fordon. Spelaren har också möjlighet att springa över hustak, där brittiska leveransboxar kan hittas, eller att få en bra prickskyttsplats. Garage finns till spelaren, med vilka denne kan spara parkerade fordon och även reparera skadade sådana. Spelaren kan även delta i slagsmål eller använda en mer smygande strategi, liknande Sneak 'em up-spel, med hjälp av nazistuniformer som förklädnad.
Spelet har kallats utvecklarens svanesång, eftersom Pandemic Studios avvecklades efter spelets färdigställande.